# Jean Tharaud
Jean Tharaud (originalmente Charles Tharaud) (9 de mayo de 1877 - 8 de abril de 1952) fue un escritor francés nacido en Saint-Junien (Haute-Vienne) y fallecido en París. Fue miembro de la Academia Francesa, electo en 1946 para el asiento número 4.

## Datos biográficos
Los hermanos Jean y Jérôme Tharaud (1874-1953), nacieron en Saint-Junien en Haute-Vienne, y pasaron su juventud en Angoulême.
Durante cincuenta años escribieron a cuatro manos una obra (firmando siempre con sus respectivos nombres de pila). Fueron viajeros infatigables que recorrieron numerosos países entre los que sumaron, la Palestina, el Irán, Marruecos, Rumanía, trayendo de sus viajes el contenido de reportajes y de los libros que en conjunto escribieron.
Ambos hermanos Tharaud fueron, aunque en distintos años, miembros de la Academia Francesa. La elección de Jérôme Tharaud planteó a los académicos un caso de conciencia: el escritor que habían elegido no era en efecto más que la mitad de un par de autores de una obra reconocida por todos aunque dos personajes no podían ocupar un solo asiento en la Academia. Jérôme fue elegido en 1938. La Segunda Guerra Mundial y después la ocupación nazi difirieron la elección de  Jean. Tras la Liberación, fue finalmente electo junto con Ernest Seillière, René Grousset, Octave Aubry y Robert d'Harcourt, el 14 de febrero de 1946, en la primera elección colectiva que se dio en la institución para llenar las vacantes propiciadas por el conflicto bélico. Tharaud fue recibido  el 12 de diciembre de 1946 para el asiento número 4, que había sido ocupado por Louis Bertrand, reuniéndose así con su hermano bajo la cúpula de los llamados "inmortales".
La obra de ambos fue marcada por un espíritu de conformismo propio de la época y muy particularmente por un cierto tinte de antisemitismo.
Reposa en el cementerio de San Luis de Versalles.

## Obra
Consignada con su hermano Jérôme
- Le Coltineur débile (1898)
- La Lumière (1900)

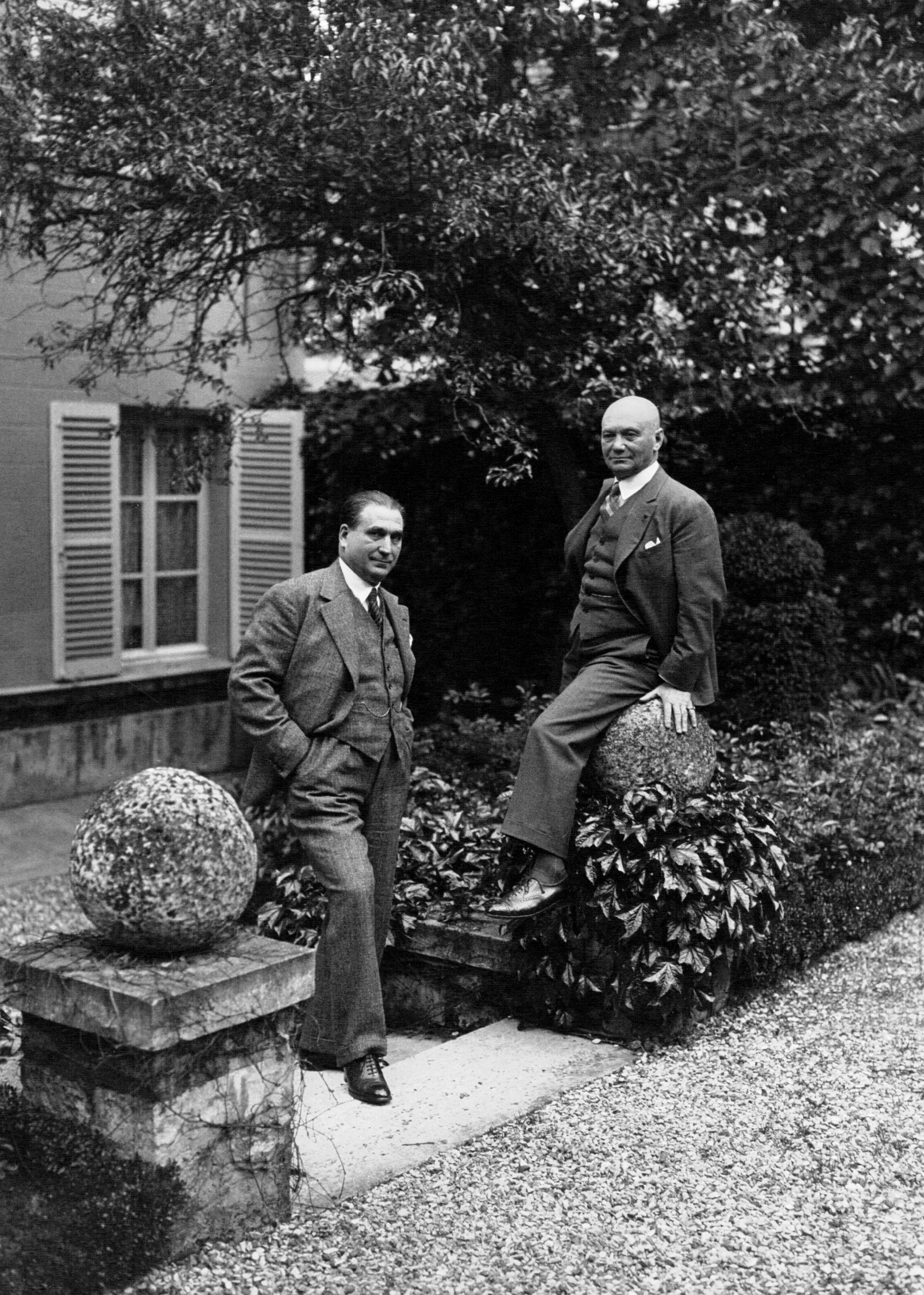
Jérôme y Jean Tharaud, 1932

- Dingley, l'illustre écrivain (1902, Premio Goncourt en 1906)
- Les Hobereaux (1904)
- L'Ami de l'ordre (1905)
- Les Frères ennemis (1906)
- Bar-Cochebas (1907)
- Déroulède (1909)
- La Maîtresse servante (1911)
- La Fête arabe (1912)
- La Tragédie de Ravaillac (1913)
- La Mort de Déroulède (1914)
- L'Ombre de la croix (1917)
- Rabat, ou les heures marocaines (1918)
- Une relève (1919)
- Marrakech ou les seigneurs de l'Atlas (1920)
- Quand Israël est roi (1921)
- L'invitation au voyage (1922)
- La randonnée de Samba Diouf (1922)
- La Maison des Mirabeau (1923)
- Le Chemin de Damas (1923)
- L'An prochain à Jérusalem (1924)
- Rendez-vous espagnols (1925)
- Un royaume de Dieu (1925)
- Causerie sur Israël (1926)
- Notre cher Péguy (1926)
- La Semaine sainte à Séville (1927)
- En Bretagne (1927)
- Mes années chez Barrès (1928)
- La Reine de Palmyre (1928)
- La Chronique des frères ennemis (1929)
- Fès ou les bourgeois de l'Islam (1930)
- L'Empereur, le philosophe et l'évêque (1930)
- L'Oiseau d'or (1931)
- Paris-Saïgon dans l'azur (1932)
- La Fin des Habsbourg (1933)
- La Jument errante (1933)
- Versailles (1934)
- Vienne la rouge, Plon, 24 juin 1934
- Les Mille et un jours de l'Islam I : Les cavaliers d'Allah (1935)
- Le Passant d’Éthiopie (1936)
- Cruelle Espagne (1937)
- L'Envoyé de l'Archange (1939)
- Le Miracle de Théophile (1945)
- Fumées de Paris et d'ailleurs (1946)
- Vieille Perse et jeune Iran (1947)
- Les Enfants perdus (1948)
- La Double confidence (1951)